# コントラクトフードサービス
コントラクトフードサービス（英語: Contract food service）は、食事を提供する企業が、他の法人の事業所内にある食堂運営を委託契約（コントラクト）されて行う給食事業のこと。
委託元の事業内容により、社員食堂や学生食堂などのサービスを受託することになる。
病院の入院患者に対して行う院内給食事業の受託の場合、特にメディカルフードサービスと称する場合がある。